# كيرك فرنسيس
كيرك فرنسيس (بالإنجليزية: Kirk Francis)‏ هو مهندس الصوت أمريكي، ولد في 27 أغسطس 1947 في أوكلاند في الولايات المتحدة.

## وصلات خارجية
- كيرك فرنسيس على موقع IMDb (الإنجليزية)
- كيرك فرنسيس على موقع قاعدة بيانات الفيلم (الإنجليزية)